# Security-Widefield
Security-Widefield – jednostka osadnicza w Stanach Zjednoczonych, w stanie Kolorado, w hrabstwie El Paso.